# Alvie (Schotland)
Alvie  is een gehucht op de zuidelijke oevers van Loch Alvie in de Schotse Hooglanden.